# Turku Air
Turku Air war eine finnische Fluggesellschaft mit Sitz in Turku und Basis auf dem Flughafen Turku.

## Unternehmen
Turku Air führte Lufttaxi- und Luftfracht-Dienste sowie eine regelmäßige Verbindung von Turku nach Mariehamn durch. Sie besaß die AOC- (EU-OPS 1 Air Operator Certificate FIN010) und die Maintenance-Management-Lizenz (PART-145 Approval FI.145.002).

## Flotte
Mit Stand August 2013 bestand die Flotte der Turku Air aus drei Piper PA-31-350 Navajo Chieftain mit jeweils 8 Sitzplätzen.